# Marie Empress
Marie Empress, née le 26 mars 1884 et disparue en mer en octobre 1919, née Mary Ann Louisa Taylor, est une actrice britannique de théâtre et de films muets. Elle joue en Angleterre et en Amérique et disparaît d'un paquebot la veille de son accostage à New York. La cause n'a jamais été déterminée et elle est déclarée morte en 1921.

## Jeunesse
Mary Ann Louisa Taylor est née à Birmingham. Son père est entrepreneur. Elle prétendait parfois être l'arrière-petite-nièce de l'acteur Edmund Kean.

## Carrière
Empress commence sa carrière sur scène en Angleterre, se produisant comme imitateur masculin et dans des spectacles de variétés. Elle apparaît à Broadway dans The Little Cafe (en) (1913) et commence à travailler dans le cinéma. Elle joue dans plusieurs films muets, dont Old Dutch (1915),  (en) (1915), The Woman Pays (1915), Behind Closed Doors (1916), Sibyl's Scenario (1916), When We Were Twenty-One (en) (1915),, Love's Cross Roads (1916),, The Chorus Girl and the Kid (1916), A Lesson from Life (1916), The Woman Redeemed (1916 ), The Girl Who Doesn't Know (1916), et The Guilty Woman (1919).

## Vie privée et disparition

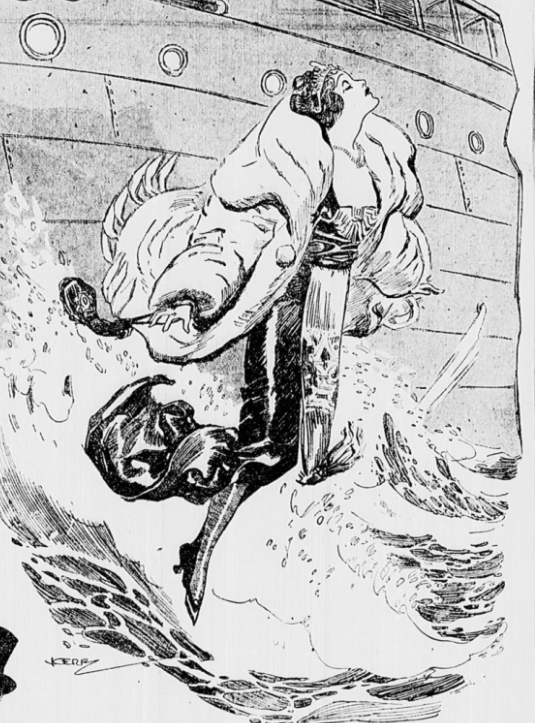
Illustration de journal du mystère de la disparition de Marie Empress.

Empress épouse un dentiste, William Horton, en 1902 ; ils se séparent en 1906 et divorcent légalement en 1918. Elle a une vie personnelle tumultueuse, comprenant de « grandes passions », une consommation présumée de drogue et des cicatrices inexpliquées. Ses rôles au cinéma ont tendance à être des personnages de femme fatales, et les gros titres ne font pas toujours la distinction entre l'actrice et son personnage.
Empress est vue pour la dernière fois dans sa cabine d'apparat sur le paquebot de la Cunard SS Orduña en octobre 1919, la veille de son accostage à New York. Les autres passagers remarquent qu'elle porte toujours un voile et qu'elle est vêtue de noir. Elle est vraisemblablement passée par-dessus bord et s'est noyée, à l'âge de 35 ans ; le moment précis de sa mort n’a jamais été déterminé. Les journaux apprennent qu'on lui a donné un verre d'eau le dimanche soir, mais qu'elle n'est pas dans sa cabine le lendemain matin et que son lit n'est pas utilisé. Des rumeurs persistent selon lesquelles elle n'est pas réellement morte mais a peut-être débarqué déguisée dans le cadre d'un coup publicitaire. Le testament d'Empress est trouvé et dévoilé en novembre 1921. On suppose que sa mort a eu lieu le 25 octobre 1919 ou quelque temps après.